# Amir Haddad
Amir Haddad OMC (Guaxupé, 2 de julho de 1937) é um ator, professor, diretor de teatro e teatrólogo mineiro.
Reconhecido internacionalmente, desenvolve uma série de atividades didáticas nas artes cênicas, como oficinas, seminários e cursos. Torna-se um diretor único por sua capacidade de transitar entre o teatro tradicional e as produções populares.

## Biografia
Quando Amir nasceu, Guaxupé tinha uma pequena comunidade árabe de religião Ortodoxa. Ele se mudou com a família e os irmãos para Rancharia, no Oeste paulista, até ir para a capital, onde estudou Direito no largo de São Francisco da Universidade de São Paulo. Deixou a faculdade no último ano para se dedicar ao teatro.
Com José Celso Martinez Corrêa, Renato Borghi e outros criou em 1958 o Teatro Oficina — ainda em atividade com o nome de Uzyna Uzona. Nesse grupo, Amir dirigiu Candida, de George Bernard Shaw; atuou em A Ponte, de Carlos Queiroz Telles, e em Vento Forte para Papagaio Subir, de José Celso Martinez Corrêa (1958). Em 1959, dirigiu A Incubadeira e ganhou  prêmio de melhor direção. Deixou o Oficina em 1960.
Em 1965, mudou-se para o Rio de Janeiro para assumir a direção do Teatro da Universidade Católica do Rio.
Fundou, em 1980, os grupos "A Comunidade" (vencedor do Prêmio Molière pelo espetáculo A Construção) e o "Tá na Rua".
Amir não deixou de realizar projetos mais convencionais como O Mercador de Veneza, de Shakespeare (com Maria Padilha e Pedro Paulo Rangel) e os shows de Ney Matogrosso e Beto Guedes.
Com microfone na mão, Amir coordena uma trupe de atores pelas ruas e praças.
Dirigiu a peça As Meninas de Luiz Carlos Góes e Maitê Proença, baseado no livro Uma Vida Inventada de 2009.

## Filmografia

### Televisão
| Ano  | Título                  | Personagem        | Notas                               |
| ---- | ----------------------- | ----------------- | ----------------------------------- |
| 1993 | Agosto                  | Amolador de facas |                                     |
| 1994 | Memorial de Maria Moura | Mascate           |                                     |
| 1995 | Explode Coração         | Cigano Draco      |                                     |
| 2005 | Como Uma Onda           | Menez             |                                     |
| 2006 | Cobras & Lagartos       | Pintor            | Episódio: "24 de abril"             |
| 2008 | A Grande Família        | Viana             | Episódio: "A Maldição dos Carrara"  |
| 2010 | S.O.S. Emergência       | Afonso            | Episódio: "Sim Senhor, Sim Senhora" |
| 2017 | Sob Pressão             | Seu Benedito      | Temporada 1, Episódio: "4"          |
| 2019 | Órfãos da Terra         | Tito Faiek        | Episódio: "2 de abril"              |
| 2024 | Justiça 2               | Seu Galdino       | Episódio: "1"                       |
| 2024 | Os Quatro da Candelária | Profeta Toni      |                                     |

### Cinema
| Ano  | Título                                                     | Personagem          | Notas          |
| ---- | ---------------------------------------------------------- | ------------------- | -------------- |
| 1977 | Ajuricaba, o Rebelde da Amazônia                           | Comerciante Freitas | [ 7 ]          |
| 1987 | A Lei do Boi                                               | Ele mesmo           | Documentário   |
| 1988 | Kultura Tá na Rua                                          | —                   | Curta-metragem |
| 1992 | Perdi a cabeça na linha do trem                            | Homem no bar        | Curta-metragem |
| 1996 | Doces Poderes                                              | Dr. José Amâncio    |                |
| 2001 | O Jeito Brasileiro de Ser Português                        | Pai do Manoel       | Curta-metragem |
| 2002 | Suspiros Republicanos ao Crepúsculo de um Império Tropical | Marechal Deodoro    | Curta-metragem |
| 2003 | O Homem do Ano                                             | Gonzaga             |                |
| 2003 | Harmada                                                    | —                   |                |
| 2005 | O Retrato do Artista                                       | Negociante de Arte  | Curta-metragem |
| 2005 | O Veneno da Madrugada                                      | Dom Sabas           |                |
| 2016 | Sergio Britto - Mestre dos Palcos                          | Ele mesmo           | Documentário   |
| 2018 | Filme Paisagem, um olhar sobre Roberto Burle Marx          | Narrador            | Documentário   |
| 2018 | O Beijo no Asfalto                                         | Senhor              |                |
| 2023 | Poropopó                                                   | Avô                 |                |
| 2025 | Confia: Sonhos de Cria                                     | Carlos Carvalho     |                |

## Prêmios e homenagens
- 2022 — Com o apoio da Sérgio Castro Imóveis, a 30ª edição do Arte de Portas Abertas, evento tradicional realizado no bairro de Santa Teresa, na cidade do Rio de Janeiro, homenageou Amir Haddad.[9]
- 2019 — Recebe o título de Doutor Honoris Causa da Universidade Federal do Rio de Janeiro (UFRJ)[10]
- 2006 — Agraciado com o título de Comendador da Ordem do Mérito Cultural[11]
- 1997 — Prêmio Sharp de Teatro, na categoria de Diretor, por 'O Mercador de Veneza'[12]
- 1989 — Prêmio Shell de Teatro, na categoria de Diretor, por 'Se correr o bicho pega, se ficar o bicho come'[13]